# 国际金融学
国际金融学（International Finance）本质上是开放经济（open economy）的货币宏观经济学，因而它往往被认为是货币银行学的一个必然组成部分，主要关心在一个资金广泛流动和灵活多变的汇率制度环境下，同时实现内外均衡的条件和方法。